# طيار مقاتل
الطيار المقاتل هو طيار عسكري مدرب على الاشتباك مع طائرات العدو، وعادة ما يقود طائرة مقاتلة. يخضع الطيارون المقاتلون لتدريبات في مجالات المعارك الجوية وعراك الكلاب.ونمور

## اقرأ أيضا
- طائرة مقاتلة
- مانفريد فون ريشتهوفين